# Chaetostricha similis
Chaetostricha similis is een vliesvleugelig insect uit de familie Trichogrammatidae. De wetenschappelijke naam is voor het eerst geldig gepubliceerd in 1918 door Silvestri.